# Revolucija vrtnic
Revolucija vrtnic je bila sprememba politične moči v Gruziji novembra leta 2003. Zgodila se je po protestih, ki so se začeli ob koncu predsedniških volitev. Rezultat protestov je bil odstop predsednika države Eduarda Ševardnadzeja 23. decembra 2003.
Revolucija vrtnic je pomenila konec vladavine Ševardnadzeja, skupaj s tem pa tudi konec obdobja vladavine Sovjetske zveze v Gruziji, saj je bil v Ševardnadze tudi zunanji minister ZSSR.
Revolucija vrtnic je vključevala 20 dni trajajoče proteste, ki so se končali z novimi parlamentarnimi in predsedniškimi volitvami volitvami. Protesti so potekali mirno.